# Педнатайз-Гед
Педнатайз-Гед (англ. Pednathise Head) — невеличкі скелясті острови в архіпелазі островів Сіллі, Велика Британія, омивається Кельтським морем.